# Europarlamentari dell'Ungheria della IX legislatura
Gli europarlamentari dell'Ungheria della IX legislatura, eletti in occasione delle elezioni europee del 2019, sono stati i seguenti.

## Composizione storica
| Europarlamentare  | Lista                                  | Gruppo |
| ----------------- | -------------------------------------- | ------ |
| Attila Ara-Kovács | Coalizione Democratica                 | S&D    |
| Andrea Bocskor    | Fidesz - Unione Civica Ungherese       | PPE    |
| Katalin Cseh      | Movimento Momentum                     | RE     |
| Andor Deli        | Fidesz - Unione Civica Ungherese       | PPE    |
| Tamás Deutsch     | Fidesz - Unione Civica Ungherese       | PPE    |
| Klára Dobrev      | Coalizione Democratica                 | S&D    |
| Anna Júlia Donáth | Movimento Momentum                     | RE     |
| Kinga Gál         | Fidesz - Unione Civica Ungherese       | PPE    |
| Márton Gyöngyösi  | Movimento per un'Ungheria Migliore     | NI     |
| Enikő Győri       | Fidesz - Unione Civica Ungherese       | PPE    |
| András Gyürk      | Fidesz - Unione Civica Ungherese       | PPE    |
| Balázs Hidvéghi   | Fidesz - Unione Civica Ungherese       | PPE    |
| György Hölvényi   | Partito Popolare Cristiano Democratico | PPE    |
| Lívia Járóka      | Fidesz - Unione Civica Ungherese       | PPE    |
| Ádám Kósa         | Fidesz - Unione Civica Ungherese       | PPE    |
| Csaba Molnár      | Coalizione Democratica                 | S&D    |
| Sándor Rónai      | Coalizione Democratica                 | S&D    |
| József Szájer     | Fidesz - Unione Civica Ungherese       | PPE    |
| Edina Tóth        | Fidesz - Unione Civica Ungherese       | PPE    |
| László Trócsányi  | Fidesz - Unione Civica Ungherese       | PPE    |
| István Ujhelyi    | Partito Socialista Ungherese           | S&D    |